# Giuseppe Filippi
Giuseppe Filippi MCCJ (ur. 17 marca 1945 w Baselga del Bondone) – włoski duchowny rzymskokatolicki posługujący w Ugandzie, w latach 2009–2022 biskup Kotido.

## Życiorys
Święcenia kapłańskie przyjął 26 czerwca 1978 w zakonie kombonianów. Po święceniach wyjechał do Ugandy i pracował duszpastersko w diecezji Moroto. Był m.in. rektorem niższego seminarium w Moroto oraz sekretarzem synodów diecezjalnych. W latach 1991–1997 rezydował w Rzymie jako asystent generalny zakonu. W kolejnych latach pracował jako proboszcz w Morulem oraz jako mistrz zakonnego nowicjatu w Zambii. W 2004 wybrany przełożonym ugandyjskiej prowincji zakonnej.
17 sierpnia 2009 został mianowany biskupem diecezjalnym Kotido. Sakry biskupiej udzielił mu 19 grudnia 2009 abp Cyprian Kizito Lwanga.
25 października 2022 papież Franciszek przyjął jego rezygnację z urzędu biskupa Kotido.